# Escola de Cultura de Pau
L'Escola de Cultura de Pau (en castellà: Escuela de Cultura de Paz) és un centre d'investigació sobre la pau, els conflictes i els drets humans adscrit a la Universitat Autònoma de Barcelona (UAB) i creat el 1999 per la Càtedra UNESCO sobre Pau i Drets Humans de la UAB.
És considerat un centre vinculat als estudis de pau i conflictes. En el seu programa de postgrau han impartit docència, entre d'altres, els anteriors assessors especials del secretari general de l'ONU Jan Egeland i James Lemoyne, i experts en processos de pau com John Paul Lederach (Universitat de Notre Dame, Estats Units). També ha comptat amb la presència dels Premis Nobel de la Pau Rigoberta Menchú i Adolfo Pérez Esquivel. L'Escola de Cultura de Pau és membre de l'Associació Espanyola d'Investigació per a la Pau (AIPAZ) i forma part de xarxes internacionals, com IASEM Education Hub on Peace and Conflict Studies. El seu fundador i director és Vicenç Fisas (Premi Nacional Drets Humans 1988, Espanya). Eñ 2011 l'Escola de Cultura de Pau va guanyar el Premi Evens d'Educació per la Pau.
Els seus usuaris inclouen actors governamentals i no governamentals de l'àmbit de la cooperació, l'assistència humanitària i la diplomàcia, periodistes, acadèmics i estudiants universitaris, mediadors, i treballadors socials, entre d'altres.
El 2010 va haver-hi negociacions per integrar aquesta entitat amb l'Institut Català Internacional per la Pau, però finalment aquesta integració no va tenir lloc.